# Pelle van Amersfoort
Pelle van Amersfoort (Heemskerk, 1 april 1996) is een Nederlands voetballer die bij voorkeur als aanvaller speelt. Hij verruilde medio 2019 sc Heerenveen voor Cracovia Kraków. Na een aantal jaren in Polen keerde hij in de winterstop van 2022 terug bij sc Heerenveen. Hij tekende een contract voor 2,5 jaar.

## Clubcarrière

### SC Heerenveen
Van Amersfoort speelde vanaf de b-jeugd in de jeugdacademie van sc Heerenveen. Op 20 september 2014 debuteerde hij in het eerste team, waarmee hij die dag een wedstrijd in de Eredivisie speelde tegen Vitesse. Hij kwam in de 66e minuut in het veld als vervanger voor Morten Thorsby. In de zomer van 2015 werd hij op huurbasis naar Almere City FC gestuurd. Daar was hij in één seizoen goed voor negen goals en acht assists in 35 wedstrijden. Hij werd vooral als spits gebruikt en viel vooral in de spectaculaire 5-6 overwinning op FC Emmen op 26 februari 2016, waarin hij goed was voor twee goals en twee assists. 
Hij keerde daarna terug naar sc Heerenveen en begon als basisspeler aan het nieuwe seizoen. Op 20 augustus maakte hij tegen N.E.C. (2-1 nederlaag) zijn eerste goal voor sc Heerenveen. Hij speelde nog drie seizoenen bij sc Heerenveen en speelde in zijn eerste periode bij sc Heerenveen 103 wedstrijden, waarin elf keer scoorde.

### Cracovia Krakow
In 2019 vertrok hij naar Cracovia Kraków, waarmee hij in 2020 de Poolse beker won in zijn eerste seizoen mede door in de finale te scoren. Hij was in Polen een stuk productiever dan in Heerenveen: hij scoorde elf keer in zijn eerste seizoen in alle competities en evenaarde daarmee zijn doelpuntenproductie van vier seizoenen in Heerenveen. In zijn tweede seizoen won Van Amersfoort de Poolse Supercup. Hij speelde drie seizoenen bij Cracovia Krakow en kwam daarin tot 110 wedstrijden, 27 doelpunten en elf assists. Aan het eind van het seizoen 2021/22 liep zijn contract af en kon hij omzien naar een nieuwe club.

### SC Heerenveen
Nadat Van Amersfoort een halfjaar clubloos was, keerde hij in januari 2023 terug bij sc Heerenveen. Daar maakte hij op 7 januari tegen RKC Waalwijk (0-0) zijn rentree als invaller. Vier dagen later scoorde hij in de bekerwedstrijd tegen FC Volendam (2-0 winst) meteen zijn eerste goal na zijn terugkeer. Weer elf dagen was hij in de Noorderderby tegen FC Groningen (3-1 winst) goed voor zijn eerste Eredivisiegoal dat seizoen. Op 31 oktober 2023 maakt hij voor het eerst een hattrick voor de club, in de 5-1 gewonnen bekerwedstrijd van VVV Venlo.

### Al-Shahania SC
Op 11 juli 2024 werd bekend dat van Amersfoort vertrok naar Qatar om te gaan spelen bij Al-Shahania. Daar maakte hij op 11 augustus tegen Al-Arabi (0-0) zijn debuut.

## Clubstatistieken
| Seizoen                    | Club             | Competitie         | Competitie | Competitie | Beker | Beker | Internationaal | Internationaal | Overig | Overig | Totaal | Totaal |
| Seizoen                    | Club             | Competitie         | Wed.       | Dlp.       | Wed.  | Dlp.  | Wed.           | Dlp.           | Wed.   | Dlp.   | Wed.   | Dlp.   |
| -------------------------- | ---------------- | ------------------ | ---------- | ---------- | ----- | ----- | -------------- | -------------- | ------ | ------ | ------ | ------ |
| 2014/15                    | sc Heerenveen    | Eredivisie         | 10         | 0          | 1     | 0     | —              | —              | 0      | 0      | 11     | 0      |
| 2015/16                    | → Almere City FC | Eerste divisie     | 31         | 8          | 1     | 0     | —              | —              | 3      | 1      | 35     | 9      |
| 2016/17                    | sc Heerenveen    | Eredivisie         | 31         | 2          | 3     | 0     | —              | —              | 1      | 0      | 35     | 2      |
| 2017/18                    | sc Heerenveen    | Eredivisie         | 21         | 3          | 2     | 0     | —              | —              | 2      | 0      | 25     | 3      |
| 2018/19                    | sc Heerenveen    | Eredivisie         | 28         | 4          | 4     | 2     | —              | —              | 0      | 0      | 32     | 6      |
| 2019/20                    | Cracovia Kraków  | Ekstraklasa        | 34         | 8          | 5     | 3     | 2              | 0              | 0      | 0      | 41     | 11     |
| 2020/21                    | Cracovia Kraków  | Ekstraklasa        | 28         | 6          | 5     | 2     | 1              | 0              | 1      | 0      | 35     | 8      |
| 2021/22                    | Cracovia Kraków  | Ekstraklasa        | 33         | 8          | 1     | 0     | 0              | 0              | 0      | 0      | 34     | 8      |
| 2022/23                    | sc Heerenveen    | Eredivisie         | 19         | 3          | 2     | 1     | 0              | 0              | 2      | 0      | 22     | 4      |
| 2023/24                    | sc Heerenveen    | Eredivisie         | 31         | 10         | 2     | 3     | 0              | 0              | 0      | 0      | 33     | 13     |
| 204/25                     | Al-Shahania      | Qatar Stars League | 22         | 15         | 2     | 1     | 0              | 0              | 4      | 3      | 28     | 19     |
| Carrière totaal            | Carrière totaal  | Carrière totaal    | 288        | 67         | 28    | 12    | 3              | 0              | 13     | 4      | 332    | 83     |
| Bijgewerkt op 25 juni 2025 |                  |                    |            |            |       |       |                |                |        |        |        |        |

## Interlandcarrière
Van Amersfoort kwam uit voor verschillende Nederlandse nationale jeugdelftallen. Hij speelde onder meer drie wedstrijden voor Oranje –17 en vier Oranje -18. Hij debuteerde in 2014 in Nederland –19 en maakte twee goals op het EK onder 19 in 2015.
Nederland onder 21
Op 24 maart 2017 debuteerde Van Amersfoort voor Nederland –21 in een vriendschappelijke wedstrijd tegen Finland –21 (2–0 winst).
| Interlands van Pelle van Amersfoort | Interlands van Pelle van Amersfoort | Interlands van Pelle van Amersfoort | Interlands van Pelle van Amersfoort | Interlands van Pelle van Amersfoort | Interlands van Pelle van Amersfoort |
| №                                   | Datum                               | Wedstrijd                           | Uitslag                             | Soort Wedstrijd                     | Doelpunten                          |
| Als speler bij sc Heerenveen        | Als speler bij sc Heerenveen        | Als speler bij sc Heerenveen        | Als speler bij sc Heerenveen        | Als speler bij sc Heerenveen        | Als speler bij sc Heerenveen        |
| ----------------------------------- | ----------------------------------- | ----------------------------------- | ----------------------------------- | ----------------------------------- | ----------------------------------- |
| 1.                                  | 24 maart 2017                       | Nederland – Finland                 | 2 – 0                               | Vriendschappelijk                   | 1                                   |
| 2.                                  | 1 september 2017                    | Nederland – Engeland                | 1 – 1                               | Kwalificatie EK 2019                | 0                                   |

Nederland onder 19
Op 5 september 2014 debuteerde Van Amersfoort voor Nederland –19 in een vriendschappelijke wedstrijd tegen Duitsland –19 (3–2 verlies).
| Interlands van Pelle van Amersfoort | Interlands van Pelle van Amersfoort | Interlands van Pelle van Amersfoort | Interlands van Pelle van Amersfoort | Interlands van Pelle van Amersfoort | Interlands van Pelle van Amersfoort |
| №                                   | Datum                               | Wedstrijd                           | Uitslag                             | Soort Wedstrijd                     | Doelpunten                          |
| Als speler bij sc Heerenveen        | Als speler bij sc Heerenveen        | Als speler bij sc Heerenveen        | Als speler bij sc Heerenveen        | Als speler bij sc Heerenveen        | Als speler bij sc Heerenveen        |
| ----------------------------------- | ----------------------------------- | ----------------------------------- | ----------------------------------- | ----------------------------------- | ----------------------------------- |
| 1.                                  | 5 september 2014                    | Duitsland – Nederland               | 3 – 2                               | Vriendschappelijk                   | 0                                   |
| 2.                                  | 8 september 2014                    | Ierland – Nederland                 | 1 – 0                               | Vriendschappelijk                   | 0                                   |
| 3.                                  | 9 oktober 2014                      | Nederland – Andorra                 | 7 – 0                               | Kwalificatie EK 2015                | 0                                   |
| 4.                                  | 11 oktober 2014                     | Nederland – Moldavië                | 3 – 0                               | Kwalificatie EK 2015                | 1                                   |
| 5.                                  | 14 oktober 2014                     | Polen – Nederland                   | 1 – 2                               | Kwalificatie EK 2015                | 0                                   |
| 6.                                  | 14 november 2014                    | Schotland – Nederland               | 1 – 1                               | Vriendschappelijk                   | 0                                   |
| 7.                                  | 18 november 2014                    | Nederland – België                  | 3 – 1                               | Vriendschappelijk                   | 1                                   |
| 8.                                  | 26 maart 2015                       | Nederland – Servië                  | 1 – 0                               | Kwalificatie EK 2015                | 1                                   |
| 9.                                  | 28 maart 2015                       | Nederland – Noorwegen               | 1 – 1                               | Kwalificatie EK 2015                | 0                                   |
| 10.                                 | 31 maart 2015                       | Zwitserland – Nederland             | 0 – 4                               | Kwalificatie EK 2015                | 1                                   |
| 11.                                 | 7 juli 2015                         | Nederland – Rusland                 | 1 – 0                               | EK 2015 Groepsfase                  | 1                                   |
| 12.                                 | 10 juli 2015                        | Duitsland – Nederland               | 1 – 0                               | EK 2015 Groepsfase                  | 0                                   |
| 13.                                 | 13 juli 2015                        | Spanje – Nederland                  | 1 – 1                               | EK 2015 Groepsfase                  | 1                                   |

Nederland onder 17
Op 6 maart 2013 debuteerde Van Amersfoort voor Nederland –17 in een vriendschappelijke wedstrijd tegen Finland –17 (3–1 winst).
| Interlands van Pelle van Amersfoort | Interlands van Pelle van Amersfoort | Interlands van Pelle van Amersfoort | Interlands van Pelle van Amersfoort | Interlands van Pelle van Amersfoort | Interlands van Pelle van Amersfoort |
| №                                   | Datum                               | Wedstrijd                           | Uitslag                             | Soort Wedstrijd                     | Doelpunten                          |
| Als speler bij sc Heerenveen        | Als speler bij sc Heerenveen        | Als speler bij sc Heerenveen        | Als speler bij sc Heerenveen        | Als speler bij sc Heerenveen        | Als speler bij sc Heerenveen        |
| ----------------------------------- | ----------------------------------- | ----------------------------------- | ----------------------------------- | ----------------------------------- | ----------------------------------- |
| 1.                                  | 6 maart 2013                        | Nederland – Finland                 | 3 – 1                               | Vriendschappelijk                   | 2                                   |
| 2.                                  | 21 maart 2013                       | Nederland – Noord-Ierland           | 2 – 2                               | Vriendschappelijk                   | 0                                   |
| 3.                                  | 23 maart 2013                       | Italië – Nederland                  | 1 – 0                               | Vriendschappelijk                   | 0                                   |
| 4.                                  | 26 maart 2013                       | Nederland – Noorwegen               | 1 – 1                               | Vriendschappelijk                   | 0                                   |

## Erelijst
Als speler
| Competitie      | Aantal | Jaren |
| --------------- | ------ | ----- |
| Cracovia        |        |       |
| Puchar Polski   | 1x     | 2020  |
| Poolse supercup | 1x     | 2020  |